# Triphleba microchaeta
Triphleba microchaeta är en tvåvingeart som beskrevs av Borgmeier 1926. Triphleba microchaeta ingår i släktet Triphleba och familjen puckelflugor. Inga underarter finns listade i Catalogue of Life.